# Petros Marinakis
Petros Marinakis (16 de febrer de 1968, Càndia, Grècia) és un exfutbolista grec, que jugava de migcampista.

## Trajectòria
Marinakis va començar a destacar a les files de l'OFI Creta a principis de la dècada dels 90. Després de passar per l'Iraklis cedit, el 1994 arriba al planter, del Olympiakos on romandria dues campanyes.
L'estiu de 1996 fitxa pel Sevilla FC, però a l'equip andalús no hi té sort i tan sols hi disputa 11 partits abans de retornar a l'OFI Creta. Més tard va jugar en altres equips menors del seu país, com l'Ethnikos Asteras i AO Patraikos Patra, i acabà la seva carrera el 2001 al seu equip d'origen, l'OFI Creta.